# Powrót Tomka Oszukańca
Powrót Tomka Oszukańca (ang. The Return of Tommy Tricker) – kanadyjski film z 1994 roku w reżyserii Michaela Rubbo. Kontynuacja filmu Tomek Oszukaniec i znaczkowy podróżnik (1988).

## Obsada
- Michael Stevens jako Tommy Tricker (Tomek Oszukaniec)
- Joshawa Mathers jako Cass
- Heather Goodsell jako Nancy
- Paul Nicholls jako Albert
- Andrew Bauer-Gador jako Ralph

## Nagrody
- 1994: Giffoni Film Festival – nagroda dla najlepszego aktora Michaela Stevensa[1]